# 岐阜県道318号寒水徳永線
岐阜県道318号寒水徳永線（ぎふけんどう318ごう かのみずとくながせん）は、岐阜県郡上市内を通る一般県道である。

## 概要

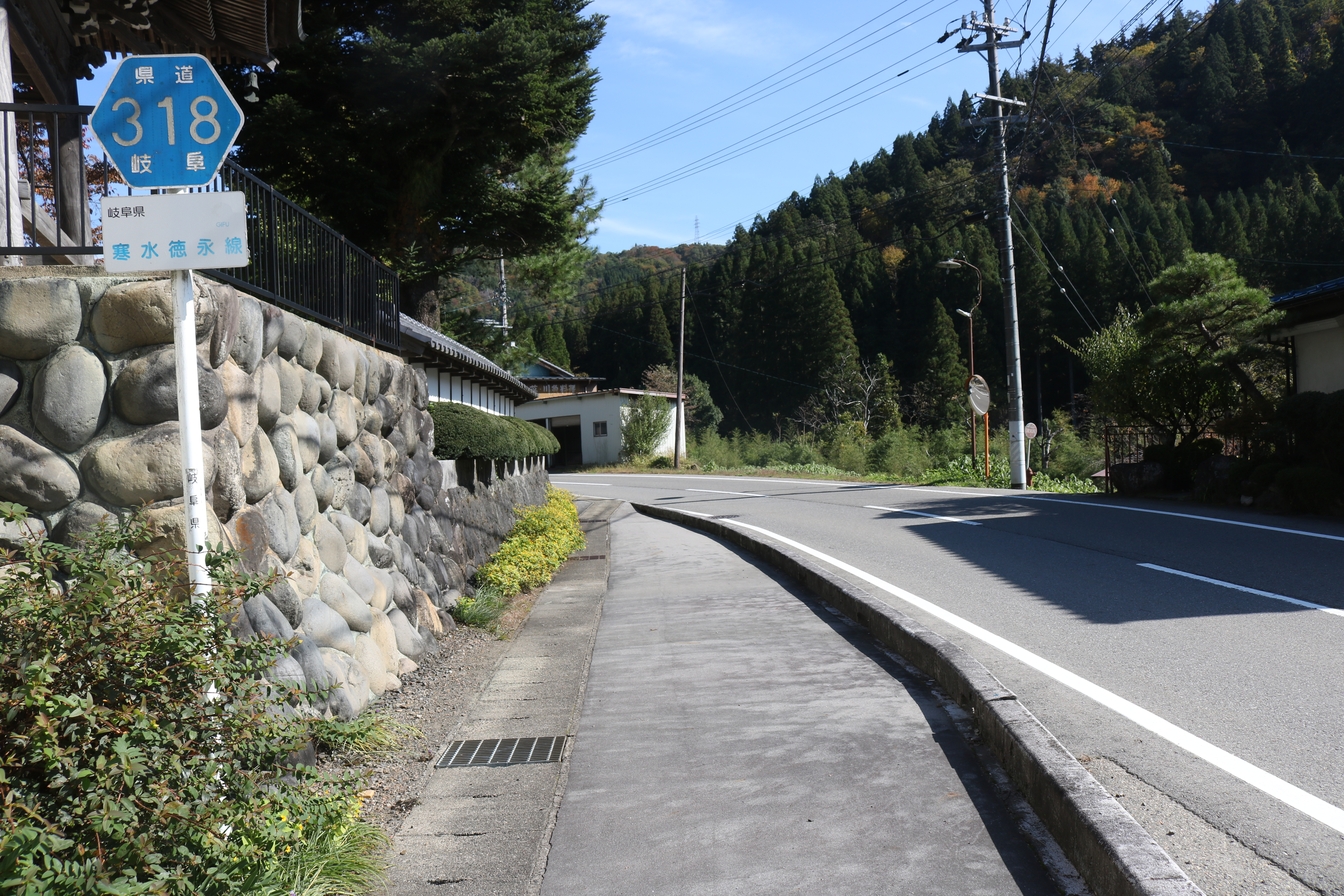
岐阜県道318号寒水徳永線、郡上市大和町徳永にて

### 路線データ
- 起点：岐阜県郡上市明宝寒水（岐阜県道82号白鳥明宝線交点）
- 終点：岐阜県郡上市大和町徳永（国道156号交点）

## 沿革
- 1977年（昭和52年）2月27日 ： 認定[1]

## 地理

### 通過する自治体
- 岐阜県
  - 郡上市

### 接続する道路
- 岐阜県道82号白鳥明宝線（郡上市明宝寒水地内）

この間未開通区間あり（郡上市明宝寒水地内 - 郡上市大和町古道地内）
- 国道156号・岐阜県道61号大和美並線（徳永交差点）

### 周辺
- 岐阜県立郡上特別支援学校
- 長良川鉄道越美南線 徳永駅